# Mistrovství Evropy v atletice 2016

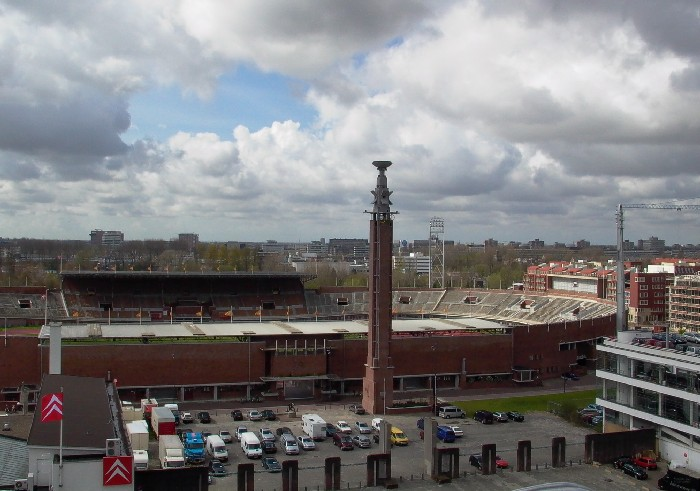
Olympijský stadion v Amsterdamu

XXIII. mistrovství Evropy v atletice se konalo v nizozemském Amsterdamu na Olympijském stadionu ve dnech 6. – 10. července 2016.
O přidělení mistrovství rozhodla Rada Evropské atletické asociace na svém zasedání 4. listopadu 2011.
Kvůli dopingovému skandálu vyloučila IAAF ruský tým z účasti na soutěžích. Jenom Julia Stěpanovová byla individuálně očištěna a mohla soutěžit pod vlajkou Evropské atletická asociace.

## Program
Na programu šampionátu bylo celkem 44 disciplín. Vzhledem k srpnové olympiádě v Riu de Janeiro se neuskutečnily závody v chůzi, poprvé byl na program místo maratonu zařazen půlmaraton (a to jako soutěž jednotlivců i družstev). Kvalifikace některých vrhačských disciplín (hod diskem a hod oštěpěm mužů i žen) netradičně proběhly mimo stadion - v centru města, na náměstí Museumplein. Mistrovství se zúčastnilo celkem 1469 atletek a atletů, o 30 více než v roce 2014 v Curychu.

## Medailisté

### Muži
| Soutěž            | Zlato                                                           | Stříbro                                                              | Bronz                                                                |
| ----------------- | --------------------------------------------------------------- | -------------------------------------------------------------------- | -------------------------------------------------------------------- |
| 100 m             | Churandy Martina 10.07                                          | Jak Ali Harvey 10.07                                                 | Jimmy Vicaut 10.08                                                   |
| 200 m             | Bruno Hortelano 20.45                                           | Ramil Guliyev 20.51                                                  | Daniel Talbot 20.56                                                  |
| 400 m             | Martyn Rooney 45.29                                             | Pavel Maslák 45.36                                                   | Liemarvin Bonevacia 45.41                                            |
| 800 m             | Adam Kszczot 1:45.18                                            | Marcin Lewandowski 1:45.54                                           | Elliot Giles 1:45.54                                                 |
| 1500 m            | Filip Ingebrigtsen 3:46.65                                      | David Bustos 3:46.90                                                 | Henrik Ingebrigtsen 3:47.18                                          |
| 5000 m            | Ilias Fifa 13:40.85                                             | Adel Mechaal 13:40.85                                                | Richard Ringer 13:40.85                                              |
| 10 000 m          | Polat Kemboi Arıkan 28:18.52                                    | Ali Kaya 28:21.42                                                    | Antonio Abadía 28:26.07                                              |
| Půlmaraton        | Tadesse Abraham 1.02:03                                         | Kaan Kigen Özbilen 1.02:27                                           | Daniele Meucci 1.02:38                                               |
| 110 m překážek    | Dimitri Bascou 13.25                                            | Balázs Baji 13.28                                                    | Wilhem Belocian 13.33                                                |
| 400 m překážek    | Yasmani Copello 48.98                                           | Sérgio Fernández 49.06                                               | Kariem Hussein 49.10                                                 |
| 3000 m překážek   | Mahiedine Mekhissi-Benabbad 8:25.63                             | Aras Kaya 8:29.91                                                    | Yoann Kowal 8:30.79                                                  |
| Štafeta 4 × 100 m | James Dasaolu Adam Gemili James Ellington Chijindu Ujah 38:17   | Marvin René Stuart Dutamby Mickael-Meba Zeze Jimmy Vicaut 38.38      | Julian Reus Sven Knipphals Roy Schmidt Lucas Jakubczyk 38.47         |
| Štafeta 4 × 400 m | Julien Watrin Jonathan Borlée Dylan Borlée Kévin Borlée 3:01:10 | Rafał Omelko Kacper Kozłowski Łukasz Krawczuk Jakub Krzewina 3:01:18 | Rabah Yousif Delano Williams Jack Green Matthew Hudson-Smith 3:01:44 |
| Skok do výšky     | Gianmarco Tamberi 2.32                                          | Robert Grabarz 2.29                                                  | Chris Baker Eike Onnen 2.29                                          |
| Skok o tyči       | Robert Sobera 5,60                                              | Jan Kudlička 5,60                                                    | Robert Renner 5,50                                                   |
| Skok daleký       | Greg Rutherford 8,25                                            | Michel Tornéus 8,21                                                  | Ignisious Gaisah 7,93                                                |
| Trojskok          | Max Hess 17.20                                                  | Karol Hoffmann 17.16                                                 | Julian Reid 16.76                                                    |
| Vrh koulí         | David Storl 21,31                                               | Michał Haratyk 21,19                                                 | Tsanko Arnaudov 20,59                                                |
| Hod diskem        | Piotr Małachowski 67,06                                         | Philip Milanov 65,71                                                 | Gerd Kanter 65,27                                                    |
| Hod kladivem      | Paweł Fajdek 80,93                                              | Ivan Tichon 78,84                                                    | Wojciech Nowicki 77,53                                               |
| Hod oštěpem       | Zigismunds Sirmais 86,66                                        | Vítězslav Veselý 83,59                                               | Antti Ruuskanen 82,44                                                |
| Desetiboj         | Thomas Van der Plaetsen 8218 bodů                               | Adam Sebastian Helcelet 8157 bodů                                    | Mihail Dudaš 8153 bodů                                               |

### Ženy
| Soutěž            | Zlato                                                                  | Stříbro                                                                  | Bronz                                                                                 |                |
| ----------------- | ---------------------------------------------------------------------- | ------------------------------------------------------------------------ | ------------------------------------------------------------------------------------- | -------------- |
| 100 m             | Dafne Schippersová 10.90                                               | Ivet Lalovová 11.20                                                      | Mujinga Kambundjiová 11.25                                                            |                |
| 200 m             | Dina Asherová-Smithová 22.37                                           | Ivet Lalovová 22.52                                                      | Gina Lückenkemperová 22.74                                                            |                |
| 400 m             | Libania Grenotová 50.73                                                | Floria Gueï 51.21                                                        | Anyika Onuora 51.47                                                                   |                |
| 800 m             | Natalija Pryščepová 1:59.70                                            | Rénelle Lamote 2:00.19                                                   | Lovisa Lindhová 2:00.37                                                               |                |
| 1500 m            | Angelika Cichocka 4:33.00                                              | Sifan Hassanová 4:33.76                                                  | Ciara Mageeanová 4:33.78                                                              |                |
| 5000 m            | Yasemin Canová 15:18.15                                                | Meraf Bahtaová 15:20.54                                                  | Stephanie Twellová 15:20.70                                                           |                |
| 10 000 m          | Yasemin Canová 31:12.86                                                | Ana Dulce Félixová 31:19.03                                              | Karoline Bjerkeli Grøvdal 31:23.45                                                    |                |
| Půlmaraton        | Sara Moreirová 1.10:19                                                 | Veronica Ingleseová 1.10:35                                              | Jéssica Augustová 1.10:55                                                             |                |
| 100 m překážek    | Cindy Rolederová 12.62                                                 | Alina Talajová 12.68                                                     | Tiffany Porterová 12.76                                                               |                |
| 400 m překážek    | Sara Petersenová 55.12                                                 | Joanna Linkiewicz 55.33                                                  | Lea Sprungerová 55.41                                                                 |                |
| 3000 m překážek   | Gesa Felicitas Krause 9:18.85                                          | Luiza Gega 9:28.52                                                       | Özlem Kaya 9:35.05                                                                    |                |
| Štafeta 4 × 100 m | Jamile Samuel Dafne Schippersová Tessa van Schagen Naomi Sedney 42.04  | Asha Philipová Dina Asherová-Smithová Bianca Williams Daryll Neita 42.45 | Tatjana Pinto Lisa Mayer Gina Lückenkemperová Rebekka Haase 42.48                     |                |
| Štafeta 4 × 400 m | Emily Diamond Anyika Onuora Eilidh Doyleová Seren Bundy-Davies 3:25.05 | Phara Anacharsis Brigitte Ntiamoah Marie Gayot Floria Gueï 3:25.96       | Maria Benedicta Chigbolu Maria Enrica Spacca Chiara Bazzoni Libania Grenotová 3:27.49 |                |
| Skok do výšky     | Ruth Beitiaová 1,98                                                    | Mirela Demirevová 1,96 Airinė Palšytė 1,96                               | Nebyla udělena                                                                        | Nebyla udělena |
| Skok o tyči       | Katerina Stefanidiová 4.81                                             | Lisa Ryzihová 4.70                                                       | Angelica Bengtssonová 4.65                                                            |                |
| Skok daleký       | Ivana Španovićová 6,94                                                 | Jazmin Sawyers 6,86                                                      | Malaika Mihambo 6,65                                                                  |                |
| Trojskok          | Patrícia Mamonaová 14,58                                               | Hanna Minenko 14,51                                                      | Paraskevi Papachristouová 14,47                                                       |                |
| Vrh koulí         | Christina Schwanitzová 20,17                                           | Anita Mártonová 18,72                                                    | Emel Dereli 18,22                                                                     |                |
| Hod diskem        | Sandra Perkovićová 69,97                                               | Julia Fischerová 65,77                                                   | Shanice Craftová 63,89                                                                |                |
| Hod kladivem      | Anita Włodarczyková 78,12                                              | Betty Heidlerová 75,77                                                   | Hanna Skydanová 73,83                                                                 |                |
| Hod oštěpem       | Taccjana Chaladovičová 66.34                                           | Linda Stahlová 65.25                                                     | Sara Kolaková 63.50                                                                   |                |
| Sedmiboj          | Anouk Vetterová 6626 bodů                                              | Antoinette Nana Djimouová 6458 bodů                                      | Ivona Dadic 6408 bodů                                                                 |                |

## Medailové pořadí
| Umístění | Stát               | Zlato | Stříbro | Bronz | Celkem |
| -------- | ------------------ | ----- | ------- | ----- | ------ |
| 1.       | Polsko             | 6     | 5       | 1     | 12     |
| 2.       | Německo            | 5     | 4       | 7     | 16     |
| 3.       | Spojené království | 5     | 3       | 8     | 16     |
| 4.       | Turecko            | 4     | 5       | 3     | 12     |
| 5.       | Nizozemsko         | 4     | 1       | 2     | 7      |
| 6.       | Španělsko          | 3     | 4       | 1     | 8      |
| 7.       | Portugalsko        | 3     | 1       | 2     | 6      |
| 8.       | Francie            | 2     | 5       | 3     | 10     |
| 9.       | Itálie             | 2     | 2       | 3     | 7      |
| 10.      | Belgie             | 2     | 1       | 0     | 3      |
| 11.      | Švýcarsko          | 2     | 0       | 3     | 5      |
| 12.      | Bělorusko          | 1     | 2       | 0     | 3      |
| 13.      | Norsko             | 1     | 0       | 2     | 3      |
| 14.      | Chorvatsko         | 1     | 0       | 1     | 2      |
| 14.      | Řecko              | 1     | 0       | 1     | 2      |
| 14.      | Srbsko             | 1     | 0       | 1     | 2      |
| 17.      | Dánsko             | 1     | 0       | 0     | 1      |
| 17.      | Lotyšsko           | 1     | 0       | 0     | 1      |
| 17.      | Ukrajina           | 1     | 0       | 0     | 1      |
| 20.      | Česko              | 0     | 4       | 0     | 4      |
| 21.      | Bulharsko          | 0     | 3       | 0     | 3      |
| 22.      | Švédsko            | 0     | 2       | 2     | 4      |
| 23.      | Maďarsko           | 0     | 2       | 0     | 2      |
| 24.      | Albánie            | 0     | 1       | 0     | 1      |
| 24.      | Izrael             | 0     | 1       | 0     | 1      |
| 24.      | Litva              | 0     | 1       | 0     | 1      |
| 27.      | Rakousko           | 0     | 0       | 1     | 1      |
| 27.      | Ázerbájdžán        | 0     | 0       | 1     | 1      |
| 27.      | Estonsko           | 0     | 0       | 1     | 1      |
| 27.      | Finsko             | 0     | 0       | 1     | 1      |
| 27.      | Irsko              | 0     | 0       | 1     | 1      |
| 27.      | Slovinsko          | 0     | 0       | 1     | 1      |
|          | Celkem             | 46    | 47      | 46    | 139    |